# Ку Абхай
Ку Абхай (лаос. ກຸ ອະໄພ; грудень 1892 —1964) — лаоський військовик і політик, одинадцятий прем'єр-міністр Лаосу.

## Кар'єра
Від 1941 до 1947 року був губернатором провінції Тямпасак, після чого його призначили на посаду міністра освіти та здоров'я. 1949 року став головою Королівської ради Лаосу.
8 грудня 1960 року у В'єнтьяні відбувся третій в історії незалежного Лаосу військовий переворот на чолі з Ку Абхаєм, в результаті якого уряд Суванни Пхуми було фактично повалено, а Ку Абхай зажадав від прем'єра дійти згоди з Саваннакхетом, де тривало повстання. Наступного дня принц Суванна Пхума вилетів до Камбоджі, передавши владу генералу Патаммавонґу, але не склав повноваження прем'єр-міністра. 7 січня 1960 року король Сісаванг Ваттана доручив Ку Абхаю сформувати новий кабінет.
Урядування Ку Абхая було нетривалим — вже на початку червня того ж року його на посаді прем'єр-міністра замінив принц Сомсаніт Вонґкотраттана. Відомостей про його подальшу діяльність немає. Помер Ку Абхай 1964 року.